# Vítězslav Štefl
Vítězslav Štefl (* 30. září 1960 Jindřichův Hradec) je český kytarista, muzikolog, autor učebnic a encyklopedií, skladatel, spisovatel, středoškolský a vysokoškolský pedagog, v letech 2014–2022 zastupitel a radní obce Velké Březno, člen ČSSD. Působí v řadě organizací, úzce spolupracuje jako člen expertních komisí s odbory školství a také přímo i s MŠMT, je členem řady rad, výborů, komisí, komor a organizací, zabývajících se pedagogikou jako takovou. Je autorem řady akreditovaných vzdělávacích programů a projektů.

## Pedagog
Je ředitelem a středoškolským profesorem českého jazyka a literatury na Střední průmyslové škole stavební a Střední odborné škole stavební a technické v Ústí nad Labem. Jedná se o největší školu na Ústecku (získala certifikát Páteřní škola Ústeckého kraje), má zhruba 900 žáků. Tato škola je mj. výjimečná i tím, že úzce spolupracuje s řadou zaměstnavatelských subjektů (cca kolem sta subjektů) a její kooperace s těmi největšími jmény (Metrostav, Mafell, Škoda, Spolchemie, Kolbenschmidt, Mercedes, Volvo Trucks, HILTI, Pohl, KONE…) přináší škole a žákům jinde nevídané výhody včetně jistoty zaměstnání absolventů a obecně vysoké uplatnitelnosti na trhu práce. Navíc, spolupráce s firmou Metrostav se stala v řadě aspektů vzorem pro další střední školy a podniky, podnítila některé změny u zřizovatelů obecně a promítla se i do činnosti některých odborných skupin na MŠMT.
Působí i na Katedře hudební výchovy Pedagogické fakulty Univerzity Jana Evangelisty Purkyně v Ústí nad Labem - realizuje zde své přednášky, jichž je autorem. Tyto přednášky (Nonartificiální hudba I, Nonartificiální hudba II, Nonartificiální hudba III) z hlediska zpracování, rozsahu a obecných průniků jsou výjimečnou pedagogicko-hudební záležitostí v rámci ČR.
V září 1992 ve spolupráci s Praha Music Center založil První českou rockovou kytarovou školu, která má klientelu z celé České republiky i ze zahraničí a její program je pravidelně prezentován na seminářích Mezinárodního hudebního veletrhu. Přes 15 let vyučoval i klasickou kytaru na ZUŠ.
Je autorem řady akreditovaných programů a projektů (KHV PF UJEP, NIDV/NPI ČR, MŠMT). 
Je členem úzké expertní skupiny Odboru školství, mládeže a tělovýchovy Ústeckého kraje, úzce spolupracuje s odbornými skupinami a řešiteli na MŠMT (Platforma středního odborného školství), působil v expertní skupině náměstka pro školství Ústeckého kraje. 
Je členem minitýmu v rámci KAP, I-KAP. Do roku 2022 byl členem Paktu zaměstnanosti, pracovní skupiny 1 a 2 při Hospodářské a sociální radě Ústeckého kraje. 
Je členem Okresní hospodářské komory, spolupracoval s Krajskou hospodářskou komorou, spolupracuje se Svazem podnikatelů ve stavebnictví, Svazem průmyslu a dopravy apod. Je stálým hostem školské komise Magistrátu města Ústí nad Labem. 
Působil jako člen celostátní Stálé konference ředitelů škol při Národním pedagogickém institutu České republiky (původně v projektu SYPO).
Za svůj přínos pedagogice se stal držitelem Ceny náměstka pro školství hejtmana Ústeckého kraje.
Je také členem Farní pastorační rady Římskokatolické farnosti arciděkanství Ústí nad Labem a i ekonomické farní rady arciděkanství v Ústí nad Labem

## Publikační činnost
Je autorem monografií a historicko-hudebních studií, které s dalšími články publikoval v magazínu Muzikus. Jedná se o 1697 prací, studií, příspěvků, monografií, sond, rozborů, hodnocení, notových analýz, historicko-hudebních prací atd., zejména pak v rámci mnohaletých seriálů Kytaroví velikáni, Letem kytarovým světem, Galerie, studie v rámci teorie hudby, historie hudby, praktických workshopů, pódiových sestav apod.
V nakladatelství Muzikus vydal učebnice Rocková kytara I., Rocková kytara II. a Rocková kytara III. Mnohé z nich vyšly v několikanásobných celostátních vydáních (např. 1. díl již v šesti vydáních). U tohoto nakladatelství vydal i encyklopedie 33 + 333 světových kytaristů a 15 + 3 kytaristů a kytaristek. I zde mnohé z nich vyšly v několikanásobných celostátních vydáních.
V nakladatelství Nová Inspirace mu pak v roce 1993 vyšla próza Jeden den: Rockstory. 
Je rovněž autorem notových sešitů Podzimní nálady (Profortis, 1997), vedle publikování na notových serverech mu tiskem vyšly další notové sešity - cyklus Tři rozmary pro tři kytary mu vyšel roku 2022 u nakladatelství Blesk Market s.r.o. na eNoty.eu, u nakladatelství notovna.cz mu roku 2024 vyšly notové cykly Když zazní tóny kytar tří, Za hradbami tvrze, první díl cyklu ...a co takto?, dále Při starém, zámeckém víně a Koledy staročeské pro kytary tři.
Publikoval také články ve vědeckých sbornících a účastní se vědeckých konferencí (např. texty Nezbytnost průniku rockové hudby do českého hudebního školství (historická úvaha), Výzkum zastoupení rockové hudby v učebních plánech základních uměleckých škol na počátku dvacátého prvního století, Výzkum zastoupení rockové hudby v učebních plánech základních uměleckých škol či Rocková opera apod.).
V současné době ve spolupráci s KHV PF UJEP pracuje na skriptech (tematicky zaměřeno) ke svým přednáškám.

## Umělecká a hudební činnost
Přes 41 let je členem hard rockové formace Stará škola, ve skupině zastává roli kytaristy a zpěváka. Skupina vydala 12 alb, realizuje celkem tři programy, (1) Stará škola, program Classic (autorská tvorba, za kterou tato skupina získala častá prvenství např. v soutěži Ústecký slavík), (2) Stará škola JINAK (covery, mnohdy instrumentálně a interpretačně vysoce náročné - např. od Modrého efektu a King Crimson přes Led Zeppelin po třeba The Who) a (3) Stará Škola Unplugged (autorská tvorba, zahraná akusticky a s výjimečnou instrumentací).
Je autorem zpěvohry Záviš z Falkenštejna (příběh lásky, zrady a pomsty) a dále pak audiovizuálního programu Kámen a hrad (součást hudebního a multimediálního projektu).
Hostuje i v dalších hudebních souborech (Yeti, Vojnar Family Band, Morgan-A...) či v projektech dalších skupin (Alchemist - Equilibrium).
Za svou uměleckou, publikační a pedagogickou činnost se stal držitelem Ceny hejtmana Ústeckého kraje.
Ve spolupráci s obcí Velké Březno a ve spolupráci s Ústeckým krajem také organizuje celoletní hudební festival (již několik ročníků) Tivolí hudební léto.

## Politické působení
Do politiky se pokoušel vstoupit, když v komunálních volbách v roce 2010 kandidoval jako nestraník za ČSSD do Zastupitelstva obce Velké Březno v okrese Ústí nad Labem, ale neuspěl. Ve volbách v roce 2014 kandidátku ČSSD vedl už jako člen strany a byl zvolen zastupitelem obce. Působil mj. i jako člen Komise kultury, školství, mládeže a sportu.
V krajských volbách v roce 2012 kandidoval za ČSSD do Zastupitelstva Ústeckého kraje, ale neuspěl. Působil jako člen Výboru pro výchovu, vzdělávání a zaměstnanost.
Ve volbách do Senátu PČR v roce 2016 kandidoval za ČSSD v obvodu č. 31 – Ústí nad Labem. Se ziskem 8,78 % hlasů skončil na 4. místě (z 10 kandidátů) a do druhého kola nepostoupil.. Do roku 2022 byl také členem Rady pro rozvoj lidských zdrojů Rady Ústeckého kraje a mj. působí v expertních a poradních orgánech odboru školství Ústeckého kraje a Ministerstva školství, mládeže a tělovýchovy (viz výše).